# Acanthoodes
Acanthoodes is een geslacht van kevers uit de familie van de loopkevers (Carabidae). De wetenschappelijke naam van het geslacht is voor het eerst geldig gepubliceerd in 1953 door Basilewsky.

## Soorten
Het geslacht Acanthoodes is monotypisch en omvat slechts de volgende soort:
- Acanthoodes centrosternis (Chaudoir, 1882)